# Wetterpflanze

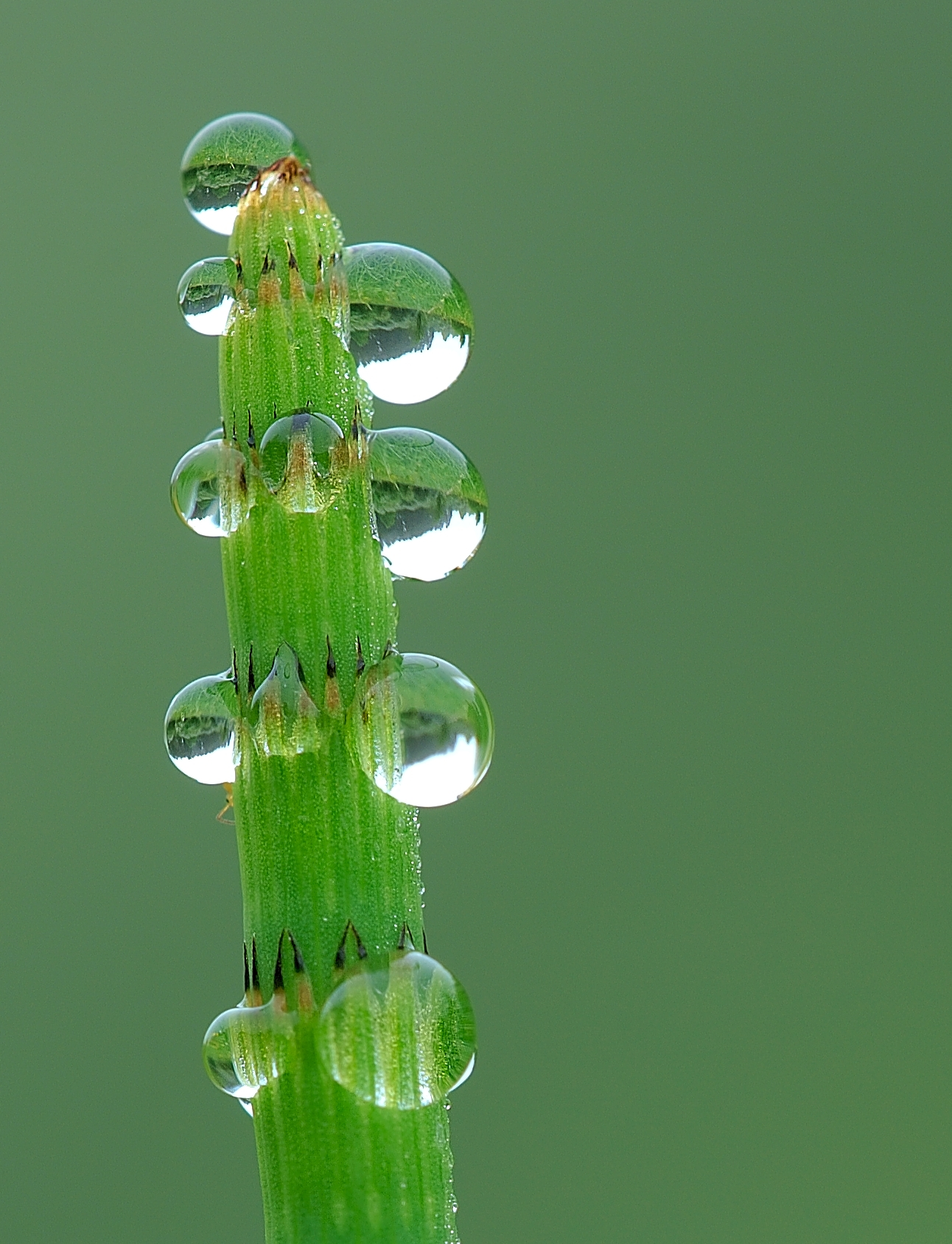
Guttation beim Teich-Schachtelhalm

Wetterpflanzen heißen Pflanzen, deren Teile bei Luftfeuchtigkeitseinfluss hygroskopische Bewegungen ausführen oder sonstige makroskopische Veränderungen zeigen.

## Beispiele
Hohe Luftfeuchte führt zur Ausscheidung von Guttationstropfen beim Teich-Schachtelhalm oder beim Waldsauerklee. Die Doldenstiele der Wilden Möhre passen sich bei Samenreife der Witterung an und reagieren auf feuchtes Wetter und in der Nacht durch Einwärtskrümmung. Bei Sonnenschein ist ein Zurückspreizen zu beobachten. Hülsenfrüchtler rollen sich die Hülsen bei Austrocknung schraubenartig ein. So kann das kommende Wettergeschehen daraus erkannt werden.